# WTA Tour Tennis
WTA Tour Tennis är en tennis datorspel för PlayStation 2, GameCube, Xbox och Game Boy Advance utvecklat och utgivit av Konami.